# انحلال الغضروف
انحلال أو تَحَلُّلُ الغضروف [رمز التصنيف الدولي للأمراض (ICD) M94.3] هو عملية تحطم الغضروف. يمكن أن يحدث نتيجة للصدمة (انحلال الغضروف الصدمة). يمكن أن تؤدي الحقن داخل المفصل لبعض عوامل التخدير الموضعي مثل بوبيفاكايين، ليدوكائين، روبيفاكين وليفوبوبفاكايين إلى هذا التأثير.

## روابط خارجية
- انحلال الغضروف في راديوبيديا